# Paul Geibel
Paul Friedrich Bernhard Geibel (* 29. August 1845 in Budapest; † 1. August 1915) war Landwirt und Mitglied des Deutschen Reichstags.

## Leben
Geibel wurde von 1855 bis 1862 in Schnepfenthal erzogen und besucht von 1862 bis 1864 das Thomasgymnasium in Leipzig. Zwischen  1864 und 1866 erlernte er in Mockau die praktische Landwirtschaft, um diese dann von 1866 und 1868 in Halle zu studieren. Danach war er von 1868 bis 1871 als landwirtschaftlicher Beamter in Köstritz und Schleiz tätig. Ab 1871 war er Kammergutspächter in Unterrohn und ab 1878 Vorsitzender des Landwirtschaftsrats für das Herzogtum Meiningen und Mitglied des Deutschen Landwirtschaftsrats.
Von 1887 bis 1890 war er Mitglied des Deutschen Reichstags für den Reichstagswahlkreis Großherzogtum Sachsen-Weimar-Eisenach 2 und die Nationalliberale Partei.